# Slovenië op het Eurovisiesongfestival 1993
Slovenië nam deel aan het Eurovisiesongfestival 1993 in Millstreet, Ierland. Het was de 1ste deelname van het land op het Eurovisiesongfestival. RTVSLO was verantwoordelijk voor de Sloveense bijdrage van de editie van 1993.

## Selectieprocedure
Om de eerste kandidaat te selecteren die Slovenië zou vertegenwoordigen, werd er gekozen om een nationale finale te organiseren.
Deze finale vond plaats op 27 februari 1993 in de studio's van de nationale omroep in Ljubljana.
In totaal deden er 12 artiesten mee aan deze finale en de winnaar werd gekozen door 12 regionale jury's.

| Volgorde | Artiest             | Lied                            | Punten | Plaats |
| -------- | ------------------- | ------------------------------- | ------ | ------ |
| 1        | Maddalena de Andrea | "Ko bo maj"                     | 5      | 12     |
| 2        | E.T.                | "Svet za oba"                   | 49     | 8      |
| 3        | Dominik Kozarič     | "Tina"                          | 25     | 11     |
| 4        | Faraoni             | "Sonce sreče"                   | 52     | 7      |
| 5        | Čudežna polja       | "Nekdo igra klavir"             | 59     | 6      |
| 6        | Darja Švajger       | "Naj vidimo ljudi"              | 98     | 2      |
| 7        | 1X Band             | "Tih deževen dan"               | 107    | 1      |
| 8        | Alenka Godec        | "Tisti si ti"                   | 81     | 3      |
| 9        | Miran Rudan Band    | "Prepozno za vse"               | 39     | 10     |
| 10       | Roberto Buljevic    | "Daj odpri"                     | 48     | 9      |
| 11       | Helena Blagne       | "Vzemi me nocoj"                | 63     | 5      |
| 12       | Regina              | "Naj ljubezen združi vse ljudi" | 70     | 4      |

## In Millstreet
In Ierland trad Slovenië aan als 16de, net na Luxemburg en voor Finland. 
Op het einde bleek dat ze 9 punten verzameld hadden, goed voor een gedeelde 22ste plaats. Dit resultaat was het slechtste van de 3 debuterende landen.
België en Nederland hadden geen punten over voor deze inzending.

### Gekregen punten

#### Finale
| 12 punten | 10 punten | 8 punten | 7 punten | 6 punten                        |
| --------- | --------- | -------- | -------- | ------------------------------- |
|           |           |          |          |                                 |
| 5 punten  | 4 punten  | 3 punten | 2 punten | 1 punt                          |
|           | - Italië  | - Zweden |          | - Bosnië en Herzegovina - Malta |

### Punten gegeven door Slovenië

#### Finale
Punten gegeven in de finale:
| 12 punten | Ierland             |
| 10 punten | Verenigd Koninkrijk |
| 8 punten  | Zwitserland         |
| 7 punten  | Nederland           |
| 6 punten  | Zweden              |
| 5 punten  | IJsland             |
| 4 punten  | Frankrijk           |
| 3 punten  | Noorwegen           |
| 2 punten  | Spanje              |
| 1 punt    | Luxemburg           |